# Hypenula cacuminalis
Hypenula cacuminalis är en fjärilsart som beskrevs av Walker 1858. Hypenula cacuminalis ingår i släktet Hypenula och familjen nattflyn. Inga underarter finns listade i Catalogue of Life.